# 서침
서침(徐沉, ? ~ ?)은 조선 초기의 문신이다.

## 생애
자는 성묵(聖黙), 호는 구계(龜溪)이다. 포은 정몽주(鄭夢周, 1337년 ~ 1392년)의 문인(門人)으로서 성리학을 전공하였다.
정몽주의 문인으로서 성리학을 전공하고, 고려 말 조선 초의 변혁기에 향리에서 은거하여 학문 연구에 노력하였다.
1433년에 첨지중추원사에 올랐고, 1434년에 전라처치사를 역임하였다. 명망이 높았으므로 삼남균전제처사에 발탁이 되었다. 세종조에 조봉대부 전의소감을 역임하였다.
묘는 대구광역시 팔공산 중심동(현재 대구광역시 용수동)에 있다. 비문은 이의조가 짓고, 글씨는 후손 서식이 썼다. 1665년(현종 6년) 구암서원(龜巖書院)에 배향하였다.

## 가족관계
- 조부 : 서영(潁)
  - 부 : 서균형(鈞衡)
    - 부인 : 고성이씨(固城李氏)
      - 아들 : 서문한(文翰)
        - 손자 : 서제(濟, 縣監公派)
        - 손자 : 서도(渡, 學諭公派)
        - 손자 : 서섭(涉. 判書公派)

      - 아들 : 서문간(文幹)
        - 손자 : 서근중(近中, 監察公派)

    - 동생 : 서습(漝)
    - 동생 : 서환(渙)

## 참고 자료
- 민족문화대백과사전
- 《達城徐氏學諭公派譜》